# Luthenay-Uxeloup
Luthenay-Uxeloup là một xã của tỉnh Nièvre, thuộc vùng Bourgogne-Franche-Comté, miền trung nước Pháp.